# Osborne County
Osborne County je okres ve státě Kansas v USA. K roku 2010 zde žilo 3 858 obyvatel. Správním městem okresu je Osborne. Celková rozloha okresu činí 2 316 km².